# Экономика (наука)
Экономика (от др.-греч. οἰκονομία, дословно — «искусство ведения домашнего хозяйства») — общественная наука, изучающая производство, распределение и потребление благ и услуг. Экономическая действительность является объектом научных экономических теорий, которые подразделяются на теоретические и прикладные.
Теоретическое направление также называют теоретической экономикой — оно рассматривает особенности процесса обмена, распределения, выбора способа использования ограниченных ресурсов.
Прикладная экономика изучает возможности приложения законов, теорий, предложений, разработанных теоретической экономикой, непосредственно для функционирования отдельных элементов экономических систем.
Ещё в IV веке до н. э. Ксенофонт написал произведение под названием «Домострой» (др.-греч. "Οἰκονομικός"), переведённое Цицероном на латынь как лат. Oeconomicus.
Как самостоятельная наука экономика выделилась в XVIII веке с выходом в свет книги Адама Смита «Исследование о природе и причинах богатства народов» (распространённое название «Богатство народов») в 1776 году. Однако, по замечанию Йозефа Шумпетера, внутреннюю логику экономических явлений понимали и до Адама Смита, но на интуитивном, преднаучном уровне.

## Функции экономической науки
Экономическая наука выполняет следующие функции:
- Познавательная[2]
- Практическая[3]
- Прогностическая
- Мировоззренческая[4]
- Методологическая
- Идеологическая
- Критическая
- Теоретическая

## Объекты экономической науки
По масштабу области исследования экономическая наука делится на микроэкономику, изучающую деятельность компаний, домохозяйств, обособленных производств и макроэкономику, изучающую национальное хозяйство в целом. В последние годы в научной литературе также используются понятия «наноэкономика» (изучает деятельность индивидуальных экономических субъектов), мезоэкономика (отрасли, регионы), интерэкономика (международная экономика) и мегаэкономика (мировое хозяйство).
Экономика как сфера человеческой деятельности включает в себя: рынок, промышленность, сельское хозяйство, финансы, торговлю, сферу услуг, предпринимательство, мерчандайзинг, менеджмент, маркетинг и т. д.

## Уровни экономики
В экономической науке принято деление экономических процессов на следующие уровни:
- Микроэкономический уровень — это отдельное домохозяйство, фирма, отрасль или рынок.
- Макроэкономический уровень — экономика страны или региона.
- Международный уровень — экономические отношения между странами.
- Глобальный уровень — мировая экономика.

## Задачи современной экономики
Центральной темой экономики, как науки, является противоречие между безграничностью потребностей людей и ограниченностью ресурсов для их удовлетворения. Каждая экономическая система сталкивается с необходимостью совершать определённые основные виды выбора. Среди них наиболее важны следующие: какие товары производить, как их следует производить, кто и какую работу должен выполнять, и для кого предназначены результаты этой работы. Необходимость каждого из этих выборов продиктована ограниченностью ресурсов.

### Что производить
Для простоты допустим экономическую систему, в которой существуют только два альтернативных товара, например, автомобили и образование. Для многих студентов жизнь без машины — это жертва, совершаемая ради получения образования. Аналогично происходит в экономической системе в целом — не может быть обеспечено достаточно автомобилей и образования, чтобы удовлетворить всех и каждого. Необходимо выбирать — принимать решения, в каких количествах какой продукт производить.
Невозможность произвести столько товаров, сколько людям хотелось бы, есть следствие редкости ресурсов, используемых для выпуска этих товаров. Даже для того, чтобы произвести простейшие изделия, нам придётся скомбинировать множество ресурсов. Природные ресурсы — это все, что можно использовать в производстве в натуральном состоянии, без обработки, например, плодородные земли, площадки для строительства, лес, материалы. Так, для изготовления стола требуется древесина, гвозди, клей, молоток, пила, труд плотника, маляра и так далее. Для удобства эти ресурсы обычно группируют как факторы производства. Труд включает в себя всю мускульную и интеллектуальную деятельность людей. Капитал представляет все производительные ресурсы, которые созданы людьми: инструменты, машины, инфраструктуру, а также нематериальные активы (интеллектуальный капитал). Землёй считают все природные ресурсы, используемые в производстве (руда, воздух, вода и т. п.)
Производительные ресурсы, используемые в одном месте, не могут в то же самое время использоваться и в другом месте. Даже то время, которое студенты проводят в аудитории, готовясь к экзаменам, могло бы представлять собой производительный ресурс, если бы студенты вместо подготовки к экзаменам занимались работой на заводе. Поскольку производство использует ресурсы, которые могли бы быть использованы где-то в другом месте, то производство любого товара влечёт за собой потерю возможности производить другой товар. Альтернативная стоимость товара или услуги — это стоимость, измеренная с точки зрения потерянной возможности заниматься наилучшей из доступных альтернативных деятельностей, требующей того же самого времени или тех же ресурсов. Альтернативная стоимость может быть выражена через деньги.

### Как производить
Почти для любого товара или услуги существует несколько способов производства. Автомобили, например, можно делать на высоко автоматизированных фабриках с огромным количеством капитального оборудования и относительно малым количеством труда, но их можно делать и на малых предприятиях, использующих большое количество труда и только некоторые станки общего назначения. Автомобили «Форд» изготавливаются первым способом, а «Лотус» — вторым. То же самое можно сказать и об образовании. Экономике можно учить в маленьком классе, где один преподаватель у доски работает с двадцатью студентами, но этот же предмет можно изучать с применением компьютерных технологий дистанционного обучения одновременно для сотен студентов.
Эффективность — главный критерий при принятии решения о том, как производить. В обыденной речи слово эффективность означает, что производство идёт с минимальными затратами, усилиями и потерями. Экономисты пользуются более точным определением. Термин экономическая эффективность обозначает такое положение дел, при котором невозможно произвести ни одного изменения, более полно удовлетворяющего желаниям одного человека, не нанося при этом ущерба удовлетворению желаний другого человека. Эффективность, определяемая таким способом, иногда называется эффективностью по Парето, по имени итальянского экономиста Вильфредо Парето. Если существует способ улучшить ваше положение, не нанося никому ущерба, то проходить мимо такой возможности бессмысленно (неэффективно). Если у меня есть авторучка, которой я в данный момент не пользуюсь, и вам эта ручка нужна, то было бы расточительством с вашей стороны покупать себе собственную ручку. Гораздо эффективнее будет дать вам мою ручку взаймы; это улучшает ваше положение и не ухудшает моего. Когда существует способ улучшить положение обеих сторон, то не пользоваться такой возможностью — это расточительство. Вы одолжите мне велосипед, а я одолжу вам волейбольный мяч. Если я не очень часто катаюсь на велосипеде, а вы не очень часто играете в волейбол, то нам обоим невыгодно покупать эти вещи.
Эффективность в производстве — это такая ситуация, в которой при данных производительных ресурсах и существующем уровне знаний невозможно произвести большее количество одного товара, не жертвуя при этом возможностью произвести некоторое количество другого товара.

### Кто и какую работу должен выполнять: Общественное разделение труда
Вопрос о том, кто и какую работу должен выполнять, связан с организацией общественного разделения труда. Может ли каждый человек быть универсальным — фермером утром, портным — днём и поэтом — вечером? Или люди должны работать вместе, обмениваться товарами и услугами и специализироваться в разных работах? Экономисты отвечают на этот вопрос, исходя из того, что кооперация более эффективна. Она позволяет любому данному числу людей произвести больше, чем если бы каждый из них работал в одиночку. Три вещи делают кооперацию ценной: совместная работа, обучение в процессе деятельности и сравнительное преимущество.
Совместная работа позволяет сделать то, что в одиночку делать долго или вообще невозможно. Примером могут служить рабочие, разгружающие объёмистые тюки с грузовика. Тюки такие большие, что один рабочий может с трудом волочить его по земле, или вообще не может сдвинуть тюк с места, не распаковывая его. Двум людям, работающим независимо, пришлось бы потратить на разгрузку несколько часов. Однако если они будут работать вместе, они смогут поднимать тюки и укладывать их в штабеля на складе.
Работа может требовать выполнять разные работы, используя разные умения. На мебельном заводе, например, некоторые рабочие управляют производственным оборудованием, другие работают в офисе, а остальные занимаются покупкой материалов. Даже если все рабочие начинают с равными способностями, каждый из них постепенно улучшает своё умение выполнять какую-то работу, которую он часто повторяет. Обучение в процессе деятельности, таким образом, превращает рабочих средней производительности в специалистов, в результате чего создаётся высокопроизводительная бригада.
Когда работник уже обладает некими специальными навыками, то разделение труда произойдет в соответствии со сравнительными преимуществами — возможностью выполнять работу или выпускать товар по относительно меньшей альтернативной стоимости.

### Для кого производить
Эффективность в распределении. Вопрос «для кого?» имеет непосредственное отношение к эффективности. Распределение любого данного количества блага может быть улучшено посредством обмена, в результате которого предпочтения нескольких людей будут удовлетворены более полно. До тех пор, пока возможен обмен существующих благ, такой, что некоторые люди могут удовлетворить свои желания, не нанося ущерба другим людям, эффективность в распределении может быть улучшена, даже если суммарное количество благ остаётся неизменным.
Эффективность в распределении и эффективность в производстве — это два аспекта общего понятия экономической эффективности. Если брать в расчёт оба аспекта, то окажется, что зависимость между распределением и эффективностью не ограничивается только теми случаями, в которых суммарное количество благ неизменно. Дело обстоит так, потому что правила распределения влияют на образ действий субъектов производства. Например, от правил распределения зависит предложение производственных ресурсов, потому что большинство людей зарабатывает на жизнь продажей своей рабочей силы и других факторов производства коммерческим фирмам, и количество этих факторов, которые они поставляют, зависит от величины обещанного им вознаграждения. Другая причина состоит в том, что правила распределения влияют на предпринимательские стимулы. Некоторые люди могут напряжённо работать в поиске новых методов производства, даже если они и не ожидают за это материального вознаграждения, но не все люди таковы.
Справедливость в распределении. На практике вопрос справедливости часто доминирует над эффективностью в дискуссиях о распределении. Согласно концепции равенства, все люди, по самому факту принадлежности к человечеству, заслуживают того, чтобы получить порцию товаров и услуг, производимых экономикой. Существует много вариантов этой теории. Некоторые полагают, что весь доход и богатство должны распределяться поровну. Другие считают, что люди имеют право на «минимально необходимый» уровень дохода, но что всякий излишек свыше этого уровня должен распределяться на основе уже других стандартов. Существует также мнение, что определённые блага, — услуги, пища и образование — должны распределяться поровну, в то время как другие товары могут распределяться не поровну.
Альтернативная точка зрения, имеющая много приверженцев, состоит в том, что справедливость зависит от самого механизма распределения. Исходя из этой точки зрения, должны быть соблюдены определённые принципы, такие, как право частной собственности и отсутствие расовой и половой дискриминации. Если эти принципы соблюдены, то любое возникшее на их основе распределение считается приемлемым. Равенство возможностей, с этой позиции, важнее, чем равенство доходов.

### Позитивная и нормативная экономическая теория
В западной литературе проводится чёткая грань между вопросами эффективности и справедливости. Эффективности большее внимание уделяется в позитивной экономической теории, которая имеет дело с фактами и реальными зависимостями. Дискуссии же о справедливости составляют большую часть нормативной экономической теории, то есть той отрасли науки, которая выносит суждения о том, хороши или плохи конкретные экономические условия и политика.
Нормативная экономическая теория имеет отношение не только к проблеме справедливости в распределении продукта. Оценочные суждения также возможны по поводу оставшихся трёх основных видов выбора, совершаемого каждой экономической системой: при принятии решения о том, что производить, будет ли справедливым разрешить производство табака и алкогольных напитков, и в то же время запретить производство марихуаны и кокаина? При совершении выбора «как производить» возможно ли позволить людям работать в опасных или вредных условиях, или труд в этих условиях должен быть запрещён? Решая, кто и какую работу будет выполнять, справедливо ли ограничивать доступ к различным видам работы на основе возраста, пола или расы? Нормативные проблемы охватывают все стороны экономики.
Позитивная теория, не предлагая никаких оценочных суждений, фокусирует своё внимание на процессах, в результате исследования которых люди получают ответы на четыре основных экономических вопроса. Эта теория анализирует действие экономики, влияние определённых институтов и политических действий на экономическую систему. Позитивная наука прослеживает связи между фактами, ищет измеримые закономерности в происходящих процессах.

### Координирование экономических выборов
Для того, чтобы экономика функционировала, она должна обладать неким способом для координирования выборов миллионов людей о том, что им производить, как производить, кто и какую работу должен выполнять, и для кого производится продукт. Существует два основных способа осуществления координации:
- стихийный порядок, в котором индивидуумы приспосабливают свои действия к условиям, основываясь на информации и стимулах их непосредственного окружения;
- иерархия, в которой индивидуальные действия подчинены инструкциям центральной власти.

В экономической теории главным примером действия стихийного порядка является координирование решений в процессе рыночной активности. Рынок — это любое взаимодействие, в которое вступают люди для торговли друг с другом. Несмотря на широкое многообразие форм, у всех рынков есть одна общая черта: они представляют информацию и стимулы, которые нужны людям для принятия решений.
Как покупателям необходима информация о длине очередей, чтобы координировать свои действия, так и участники рыночного процесса нуждаются в информации о редкости и альтернативной стоимости различных товаров и факторов производства. Рынки передают информацию в основном в форме цен. Если товар или фактор производства становится более редким, то его цена растёт. Рост цен даёт потребителям сигнал, что нужно экономить этот товар, а производители начинают стремиться производить больше этого товара. Предположим, например, что открытие нового способа применения платины привело новых покупателей на рынок. Платина становится более редкой, чем раньше по отношению к резко возросшему спросу. Конкурентная борьба за этот ресурс приводит к росту его цены. Этот факт несёт «послание»: нужно экономить платину, там где это возможно, а кроме того необходимо увеличить добычу платины. Или, наоборот, предположим, что новая технология понизила затраты на производство платины. Информация об этом мгновенно распространяется на рынке в форме более низкой цены. В этом случае люди увеличивают использование платины, а производители этого металла перебросят часть своих ресурсов в производство других, более необходимых благ.
В дополнение к знаниям о том, как использовать ресурс наилучшим образом, людям также нужны стимулы, чтобы они действовали на основе этой информации. Рынки, опять же, с помощью цен, осуществляют мощное стимулирование продажи благ и производительных ресурсов именно там, где эта продажа будет происходить по наиболее высокой цене; ценовые стимулы также заставляют людей стремиться покупать товары по низким ценам. Соображения прибыли заставляют менеджеров улучшать методы производства и разрабатывать товары, удовлетворяющие запросам потребителей. Рабочие, которые работают там, где их производительность наиболее высока, и не проходят мимо новых возможностей, получают самую высокую зарплату. Потребители, которые хорошо информированы и тратят свои деньги расчётливо, живут более комфортабельно при данном бюджете.
Адам Смит, которого часто называют отцом экономической науки, видел в достижении на рынке стихийного порядка основание процветания и прогресса. В знаменитом разделе своей книги «Богатство народов» он назвал рынки «невидимой рукой», раздающей людям именно те экономические роли, которые они могут играть лучше всех. По сей день понимание огромного значения рынков как средства координирования выборов остаётся основной чертой экономического мышления.
Иерархия и власть. Рынки — важное, но не единственное средство осуществления экономической координации. Наиболее важные тому примеры — решения, принимаемые внутри частных фирм и правительственных учреждений. Следует заметить, что «невидимая рука» осуществляет управление рыночной экономикой, так называемое бесструктурное управление. Этот механизм обычно считают объективным, приводящим к некоему результату вне зависимости от воли и намерений конкретных людей, в нём задействованных. Хотя он безусловно основан на массе субъектных решения конкретных людей — когда и как изменять цену, соглашаться или нет покупать по заявленной цене, сколько и когда покупать товаров, что производить, а от чего отказаться и т. п.
В иерархической системе порядок устанавливается не через спонтанные (точнее, независимые) действия обособленных индивидуумов, а посредством директив, которые менеджеры направляют своим подчинённым (так называемое структурное управление). Цены обычно не играют большой роли в передаче информации. Вместо цен действуют различные статистические данные, доклады, инструкции и правила. Материальные стимулы, такие, как премии и повышения, воздействуют на подчинённых, но эти премии имеют мало общего с рыночными ценами. Для служащих основным стимулом к подчинению менеджерам является тот факт, что они согласились на эту субординацию, как на условие их вступления в организацию.
Хотя коммерческие фирмы и правительственные учреждения внутренне организованы как иерархии, они общаются друг с другом на рынках. Таким образом, рынки и иерархии играют взаимодополняющие роли в осуществлении экономической координации. Некоторые экономические системы базируются в основном на рынке, другие — на иерархии. Например, в системах с централизованным планированием, таких, как в бывшем СССР, особое значение имеет центральная власть. Рыночные системы, такие, как Соединённые Штаты, в значительной степени действуют на основе стихийного порядка (хотя это не совсем точное определение, ибо стихия — процесс неуправляемый). Но ни одна экономика не пользуется исключительно одним способом координации. Оба подхода широко изучаются как макроэкономикой, так и микроэкономикой. И рынок, и иерархия власти не являются совершенными механизмами, в связи с чем объектом экономики являются такие категории, как провал рынка и провал государства.
В последнее время не принято разделять эти способы координации. Плановая экономика и рыночная экономика — две части одной экономической системы. Так, в рыночной экономике сплошь и рядом используется директивное (структурное) управление и планирование. И наоборот, при плановой экономике существует такое понятие как цена, и через неё регулируется межотраслевой баланс.

## Политическая экономия
Такое название экономической теории было введено французом Антуаном Монкретьеном, до использования термина в советской экономической науке он широко применялся в XVIII—XIX веках.

### Марксизм
С точки зрения политэкономии экономика является:
- базисом — производственными отношениями
- народным хозяйством, включая отрасли
- наукой, изучающей оба предыдущих пункта

Экономика как совокупность общественных отношений, является базисом для развития общества. Любой способ производства выражается через систему производственных отношений. В политэкономии внимание уделяется способу соединения непосредственного производителя со средствами производства, собственности на средства производства. Производственные отношения закрепляются в законах, неизбежно тесное взаимодействие экономики и политики.

## Мнения
- По мнению нобелевского лауреата по экономике Фридриха фон Хайека[8]:

У экономической науки есть любопытная задача — показывать людям, сколь мало на деле знают они о том, что, как им кажется, они умеют создавать.
Оригинальный текст (англ.)The curious task of economics is to demonstrate to men how little they really know about what they imagine they can design.
— Пагубная самонадеянность. Ошибки социализма. Глава пятая.
- В ноябре 2008 года королева Великобритании Елизавета II, посещая Лондонскую школу экономики, спросила у экономистов, как они «проглядели» возможность банковского кризиса, «почему никто не смог предвидеть это»? Группа ведущих специалистов направила королеве письмо, в котором извинилась за неумение предсказать финансовый кризис. Главной причиной провала названа «нехватка коллективного воображения у ярчайших умов как в Великобритании, так и по всему миру, которое бы помогло понять риски существующей системы в целом»[9].
- Профессор Кембриджского университета, корейский экономист Ха Джун Чхан в книге «Как устроена экономика»[10] утверждает, что экономика не является наукой (в том смысле, в каком говорят о физике или химии), что это вариант политики, что ни одна из экономических школ ни разу не сумела предсказать реальное развитие событий даже в тех областях, на которые ориентирована[11].
- По данным аналитической группы «Диссернет», в России в 2014—2015 года было защищено примерно 3500 фальсифицированных диссертаций, из которых около 40 % относится к экономике, что далеко опережает все другие научные направления по количеству фальсификаций[12].

## Коды в системах классификации знаний
- УДК 33
- Государственный рубрикатор научно-технической информации (ГРНТИ) (по состоянию на 2001 год): 06 ЭКОНОМИКА. ЭКОНОМИЧЕСКИЕ НАУКИ (недоступная ссылка)